# Vera Lischka
Vera Lischka (Linz, Austria, 1 de mayo de 1977) es una nadadora, retirada, especializada en pruebas de estilo braza. Fue campeona de Europa en 50 metros braza y subcampeona en 100 metros braza durante el Campeonato Europeo de Natación en Piscina Corta de 1996.

## Palmarés internacional
| Campeonato Europeo de Natación en Piscina Corta | Campeonato Europeo de Natación en Piscina Corta | Campeonato Europeo de Natación en Piscina Corta | Campeonato Europeo de Natación en Piscina Corta |
| Año                                             | Lugar                                           | Medalla                                         | Prueba                                          |
| ----------------------------------------------- | ----------------------------------------------- | ----------------------------------------------- | ----------------------------------------------- |
| 1996                                            | Rostock (Alemania)                              | Medalla de oro                                  | 50 m braza                                      |
| 1996                                            | Rostock (Alemania)                              | Medalla de plata                                | 100 m braza                                     |
| 1998                                            | Sheffield (Reino Unido)                         | Medalla de plata                                | 50 m braza                                      |
| 2001                                            | Amberes (Bélgica)                               | Medalla de bronce                               | 50 m braza                                      |